# Imad Wasim
Syed Imad Wasim Haider  (* 18. Dezember 1988 in Swansea, Vereinigtes Königreich) ist ein pakistanischer Cricketspieler, der seit 2015 für die pakistanische Nationalmannschaft spielt.

## Kindheit und Ausbildung
Wasim’s Vater war in Wales als Ingenieur angestellt und so wurde er dort geboren. Schon in jungen Jahren kehrte die Familie nach Pakistan zurück und Wasim wuchs in Islamabad auf. Später wollte er Medizin studieren, entschied sich dann jedoch für Cricket. Dort wurde er in die pakistanischen U19-Nationalmannschaft berufen und gewann mit dieser den ICC U19-Cricket-Weltmeisterschaft 2006. Bei der folgenden Ausgabe zwei Jahre später führte er sie als Kapitän an.

## Aktive Karriere
Wasim gab sein First-Class-Debüt im Jahr 2007 für Islamabad und konnte sich in der Folge im nationalen pakistanischen Cricket etablieren. Nach guten Leistungen in der pakistanischen A-Nationalmannschaft und nachdem Saeed Ajmal suspendiert wurde, wurde er in den kader der Nationalmannschaft berufen. Dort gab er sein Debüt im Mai 2015 in der Twenty20-Serie gegen Simbabwe. Im Juli folgte sein ODI-Debüt in Sri Lanka. Bei der Tour in Simbabwe zu Beginn der Saison 2015/16 erreichte er im ersten Twenty20 4 Wickets für 11 Runs und wurde dafür als Spieler des Spiels ausgezeichnet. In den ODIs der Serie erreichte er zunächst ein Fifty (61 Runs) als Batter und dann drei Wickets (3/36) als Bowler. Im November verletzte er sich am Finger und musste einige Zeit aussetzen. Er wurde daraufhin für den ICC World Twenty20 2016 nominiert, wobei seine beste Leistung zwei Wickets (2/31) gegen Australien. In der Saison 2016 erreichte er zunächst in Irland mit 5 Wickets für 14 Runs ein Five-for in den ODIs. In der folgenden ODI-Serie in England konnte er dann zwei Fifties (63* und 57* Runs) erreichen.
Die Saison 2016/17 begann mit einer Twenty20-Serie gegen die West Indies, bei dem er im ersteh Spiel 5 Wickets für 14 Runs erzielte und dafür als Spieler des Spiels ausgezeichnet wurde. Nachdem er im dritten Spiel der Serie drei weitere Wickets (3/21) erreicht hatte, wurde er als Spieler des Spiels und der Serie ausgezeichnet. Bei der ICC Champions Trophy 2017 war er Teil des pakistanischen Teams und konnte dabei unter anderem zwei Wickets (2/20) gegen Südafrika erreichen. Zu dieser Zeit stieg er an die Spitze der Twenty20-Bowler-Weltrangliste des Weltverbandes auf. Zum Ende des Jahres zog er sich eine Knieverletzung zu und musste mehrere Wochen aussetzen. Zurück von einer weiteren Verletzung erreichte er im Oktober gegen Australien drei Wickets (3/20) und wurde als Spieler des Spiels ausgezeichnet.  Kurz darauf folgte ein Fifty über 50 Runs gegen Neuseeland. Dies gelang ihm ebenso im März, als er mit dem Team erneut auf Australien traf (50* Runs). In der Vorbereitung für die folgende Weltmeisterschaft erzielte er dann drei Wickets (3/53) in der ODI-Serie in England. Beim Cricket World Cup 2019 konnte er dann besonders gegen Afghanistan hervorstechen, gegen die ihm zwei Wickets (2/48) und 49* Runs gelangen und er als Spieler des Spiels ausgezeichnet wurde.
In der Folge spielte er vermehrt in Twenty20-Ligen in der Welt. Er wurde für den ICC Men’s T20 World Cup 2021 nominiert und erzielte dort unter anderem gegen Afghanistan zwei Wickets (2/25). In der Folge wurde er aus dem Kader gestrichen. Im März 2023 kam er zurück ins Twenty20-Team und konnte dabei gegen Afghanistan ein Fifty über 64* Runs erreichen. Daraufhin kam Neuseeland nach Pakistan und ihm gelangen drei Wickets (3/19) im vierten Twenty20. Im November 2023 trat er dann vom internationalen Cricket zurück. Ein halbes Jahr später vollführte er einen Rücktritt vom Rücktritt, um für die kommende Weltmeisterschaft zur Verfügung zu stehen.